# Linus Zimmer
Linus Jakob Zimmer  (Leipzig, 18 oktober 2002) is een Duitse voetballer die als verdediger voor 1.FC Lokomotive Leipzig speelt.

## Carrière
Linus Zimmer speelde in de jeugd van Red Bull Leipzig alvorens hij in de zomer van 2021 naar FC Den Bosch vertrok. Zijn debuut maakte hij daar op 6 augustus 2021 in de thuiswedstrijd tegen Helmond Sport.
Na één seizoen vertrok Zimmer al weer terug naar zijn geboorteland. Hij tekende een contract tot de zomer van 2023 bij de club waar hij ook in zijn jeugd speelde; 1.FC Lokomotive Leipzig

### Statistieken
| Seizoen | Club         | Land      | Competitie     | Competitie | Competitie | Beker | Beker | Totaal | Totaal |
| Seizoen | Club         | Land      | Competitie     | Wed.       | Dlp.       | Wed.  | Dlp.  | Wed.   | Dlp.   |
| ------- | ------------ | --------- | -------------- | ---------- | ---------- | ----- | ----- | ------ | ------ |
| 2021/22 | FC Den Bosch | Nederland | Eerste divisie | 3          | 0          | 0     | 0     | 3      | 0      |